# Trận Ramadi (2014–15)
Trận Ramadi, hay Ramadi thất thủ, năm 2014 và 2015 là một phần trong cuộc tấn công của NHIL nhằm chiếm toàn bộ tỉnh Al Anbar. Ramadi là một trong những thành trì cuối cùng của chính phủ Iraq ở Anbar, sau thành công của họ trong một chiến dịch trước đó. Trận đánh bắt đầu vào tháng 10 năm 2014 và kết thúc với việc quân nội dậy Nhà nước Hồi Giáo Iraq và Levant (NHIL) chiếm giữ các tòa nhà chính phủ vào ngày 14 tháng 5 năm 2015. Ngày 17 tháng Năm, có ghi nhận rằng các lực lượng quân đội và đặc biệt Iraq rút chạy khỏi thành phố, với 500 dân thường và nhân viên an ninh thiệt mạng.

## Ảnh hưởng lên thường dân
Theo một giới chức chính quyền hôm 18 tháng 5 năm 2015, thành phần NHIL hạ sát ít nhất 500 thường dân và binh sĩ, cùng buộc khoảng 8,000 người phải rời bỏ nhà cửa đi lánh nạn khi tràn ngập thành phố Ramadi. Trong khi đó, có tin cho hay thành phần Hồi Giáo quá khích này đi lục soát từng nhà để truy lùng các cảnh sát viên và thành phần bộ tộc thân chính phủ Iraq. Chính quyền Baghdad và thành phần dân quân giáo phái Shiite có sự hỗ trợ của Iran thề sẽ chiếm lại thủ phủ Ramadi, nơi có đông đảo người theo giáo phái Sunni sinh sống.
Việc Ramadi thất thủ là một thất bại nặng nề cho lực lượng an ninh cũng như quân đội chính phủ Iraq, khi họ bỏ chạy trước sức tiến của thành phần NHIL, dù rằng có sự hỗ trợ của không quân đồng minh do Mỹ chỉ huy. Hình ảnh chiếu trên các trang mạng cho thấy nhiều xe vận tải, xe Humvees và các loại xe khác phóng ra khỏi thành phố, với các binh sĩ đu theo sườn xe để thoát thân.
Kể từ hôm ngày 15 tháng Năm, khi cuộc chiến ở Ramadi đi vào giai đoạn cuối, "Chúng tôi ước tính có khoảng 500 người bị giết, kể cả binh sĩ và thường dân," theo lời một phát ngôn viên của chính quyền tỉnh Anbar, ông Muhanad Haimour. Có khoảng 8,000 người dân bỏ chạy khỏi thành phố, theo ông Haimour. Ramadi từng có 850,000 dân và đã giảm nhiều trong những tháng qua. Ông Naeem al-Gauoud, một nhân vật lãnh đạo bộ tộc Sunni tại địa phương, cho hay xác người nằm đầy đường phố cũng như bị ném xuống sông Euphrates.